# Бжесьце (Плонський повіт)
Бжесьце (пол. Brzeście) — село в Польщі, у гміні Бабошево Плонського повіту Мазовецького воєводства.
Населення — 225 осіб (2011).
У 1975-1998 роках село належало до Цехановського воєводства.

## Демографія
Демографічна структура станом на 31 березня 2011 року:
|          | Загалом | Допрацездатний вік | Працездатний вік | Постпрацездатний вік |
| -------- | ------- | ------------------ | ---------------- | -------------------- |
| Чоловіки | 114     | 23                 | 76               | 15                   |
| Жінки    | 111     | 27                 | 59               | 25                   |
| Разом    | 225     | 50                 | 135              | 40                   |